# Banane al cioccolato
Banane al cioccolato è un film pornografico del 1986 diretto da Riccardo Schicchi.

## Descrizione
Il film è caratterizzato da una successione di scene di sesso interrazziale interpretate da Cicciolina. Prima di esse, lei incita i suoi telespettatori al sesso protetto e a volte, tra una scena e l'altra, si prodiga in consigli su una sana e gradevole educazione sessuale.

## Accoglienza
Quinta pellicola diretta dal regista di Augusta e terzo pornografico interpretato dall'attrice Ilona Staller, ebbe un grande successo di pubblico. 